# James Hamilton, 3.º Duque de Abercorn
James Albert Edward Hamilton, 3.º Duque de Abercorn (30 de novembro de 1869 – 12 de setembro de 1953), intitulado Marquês de Hamilton entre 1885 e 1913, foi um nobre britânico e político unionista. Foi o primeiro Governador da Irlanda do Norte, cargo que ocupou entre 1922 e 1945.

## Biografia
Nascido em Hamilton Place, Piccadilly, Londres, a 30 de novembro de 1869, era o filho mais velho de James Hamiltom, 2.º Duque de Abercorn, e afilhado de Albert Edward, Príncipe de Gales. A sua mãe, Mary Anna, era a quarta filha do 1.º Conde Howe.
Foi educado em Eton e, posteriormente, serviu primeiro nos Royal Inniskilling Fusiliers até 1892, quando se juntou aos 1.ª Life Guards. Hamilton foi depois transferido como major para o North Irish Horse.
No início de 1901, acompanhou o seu pai numa missão diplomática especial para anunciar a ascensão do Rei Eduardo aos governos da Dinamarca, Suécia, Noruega, Rússia, Alemanha e Saxônia.

## Carreira política
Nas eleições gerais de 1900, Lorde Hamilton apresentou-se com sucesso como candidato unionista por Londonderry City, e três anos depois tornou-se Tesoureiro da Casa, cargo que ocupou até à queda do governo administração conservadora de Balfour de 1895–1905 em 1905.
Após servir por um tempo como whip da oposição, Hamilton sucedeu ao pai como terceiro Duque de Abercorn em 1913. Desde a década de 1890 até à partição da Irlanda, foi uma figura proeminente na campanha unionista para resistir ao Home Rule na Irlanda. Em 1922, foi nomeado governador da recém-criada Irlanda do Norte. Também serviu como Lorde Tenente de Tyrone de 1917 até à sua morte, tendo anteriormente sido Tenente Adjunto do Condado de Donegal.
Abercorn foi um representante real popular entre a população unionista na Irlanda do Norte e foi reconduzido ao cargo em 1928 após completar o seu primeiro mandato. Em 1931, recusou a oferta da governadoria geral do Canadá, e três anos depois foi novamente reconduzido ao cargo de governador para um terceiro mandato. Permaneceu nessa função até à sua resignação em julho de 1945.
Abercorn foi feito o último Cavaleiro da Ordem Mais Ilustre de São Patrício não real em 1922, e seis anos depois tornou-se Cavaleiro Companheiro da Ordem Mais Nobre da Jarreteira. No mesmo ano, também recebeu um grau honorário da Universidade Queen's de Belfast, e recebeu a Cadeia Real Victoriana em 1945, o mesmo ano em que prestou juramento no Conselho Privado.  

## Casamento e descendência
Abercorn casou com Rosalind Cecilia Caroline Bingham (1869–1958), única filha do 4.º Conde de Lucan e Cecilia Catherine Gordon-Lennox (1838–1910); filha do 5.º Duque de Richmond, na Igreja de São Paulo, Knightsbridge, a 1 de novembro de 1894.
Tiveram cinco filhos:  
- Mary Cecilia Rhodesia Hamilton (1896–1984), que casou duas vezes, primeiro em 1917 com o Capitão Robert Orlando Rodolph Kenyon-Slaney (1892–1965), com quem se divorciou em 1930, e, em segundo lugar, em 1930, com Sir John Gilmour, 2.º Baronete. Com o primeiro marido, teve três filhos, e com o segundo marido teve um filho;
- Cynthia Elinor Beatrix Hamilton (16 de agosto de 1897 – 4 de dezembro de 1972), que casou em 1919 com Albert Spencer, 7.º Conde Spencer (1892–1975). Tiveram três filhos. Através do seu filho, tornaram-se avós de Diana, Princesa de Gales;
- Katherine Hamilton (1900–1985), que casou em 1930 com o Tenente-Coronel Sir Reginald Henry Seymour (1878–1938), um descendente do 1.º Marquês de Hertford;
- James Edward Hamilton, 4.º Duque de Abercorn (1904–1979);
- Claud David Hamilton (1907–1968), que trabalhou como advogado no Inner Temple e que, em 1946, casou com Genesta Mary Heath. Ele foi o terceiro marido dela; não tiveram filhos.[4]

Abercorn faleceu na sua casa em Londres a 12 de setembro de 1953, e foi sepultado em Baronscourt no Condado de Tyrone.  

## Livros
- Cokayne, George Edward (1910).  Vicary Gibbs, ed. The Complete Peerage of England, Scotland, Ireland, Great Britain and the United Kingdom. vol. I. Londres: The St Catherine Press Ltd.
- Burke, John (2003).  Charles Mosley, ed. Burke's Peerage, Baronetage and Knightage, 107th edition. vol. I. Wilmington, Delaware: Burke's Peerage and Gentry Llc.
- Charles Roger Dod and Robert Phipps Dod (1915). Dod's Peerage, Baronetage and Knightage of Great Britain and Ireland for 1915. Londres: Simpkin, Marshall, Hamilton, Kent and Co. Ltd.